# Rosiclare
Rosiclare è un comune degli Stati Uniti d'America, situato nell'Illinois, nella contea di Hardin. Si trova lungo le sponde del fiume Ohio, nel sud dello Stato.